# 2054 Ґавейн
2054 Ґаве́йн (2054 Gawain) — астероїд головного поясу, відкритий 24 вересня 1960 року.
Тіссеранів параметр щодо Юпітера — 3,254.